# Clevelandi emberrablás
A clevelandi emberrablásra 2013 májusában derült fény, amikor három nő (Michelle Knight, Amanda Berry, Gina DeJesus) és egyikük gyereke mintegy tíz évnyi raboskodás után kiszabadult fogvatartójuk, Ariel Castro házából.

## A fogvatartó
Ariel Castro 1960. július 10-én született, letartóztatásakor 52 éves volt. Apja Puerto Ricóból költözött az Egyesült Államokba, anyja Cleveland mellett élt. Kilenc gyerekük született, ezek egyike volt Ariel Castro. Egy rokonuk szerint a Castro család ismerte a DeJesus-családot, amelyből az egyik áldozat kikerült.
Castro felesége Grimilda Figueroa volt, akivel és kettejük szüleivel egy Seymour Avenue utcai házba költöztek. A feleség testvére és annak férje szerint Castro verte a feleségét, eltörve az orrát, karját és koponyasérüléseket okozva. 1993-ban Castrót letartóztatták családon belüli erőszakért. A feleség 1996-ban elköltözött a házból, és magával vitte négy gyermeküket. A feleség testvére szerint Castro ezután is fenyegette az asszonyt, aki távolságtartást kért a volt férje ellen. A feleség 2012-ben halt meg agydaganat következtében.
Castro buszsofőr volt, iskolabuszt vezetett 22 évig, 1991-től 2012 novemberéig, amikor elbocsátották több apró szabálytalanság miatt, például őrizetlenül hagyta a járművet.
Castro letartóztatása után a fia elmesélte, hogy a ház, ahol Castro élt, mindig zárva volt. Lakatok voltak a padláson, a garázson, az alagsorban. Voltak olyan részek, ahova soha nem mehettek be. A szomszédok Castrót normális embernek írták le, aki igen magánakvaló volt.
Castro fia, Anthony 2004-ben újságíró-gyakornokként írt egy cikket a Plain Press újságba Berry és DeJesus elrablásáról. Apja három héttel azelőtt, hogy az áldozatok kiszabadultak, megkérdezte a fiát, hogy szerinte Berryt meg fogják-e valaha találni. A fiú azt mondta az apjának, hogy Berry valószínűleg már halott, amire apja egy kérdéssel válaszolt: "Valóban így gondolod?". Castro lánya, Arlene volt az utolsó, aki DeJesust elrablása előtt utoljára látta.
Castro nem sokkal életfogytiglani (és további 1000 évi) büntetésének megkezdése után, 2013. szeptember 3-án börtönében felakasztotta magát.

## Az áldozatok

### Michelle Knight
Michelle Knight 2002. augusztus 23-án tűnt el, miután elhagyta az unokatestvéréék házát. Knight 21 éves volt akkor. Eltűnése előtt az akkor 3 éves fiát a gyámhatóság elvette tőle. Családjával rossz volt a kapcsolata, nem is igen keresték, mivel azt hitték, hogy a fia elvesztése miatt megszökött, ezért a rendőrség 15 hónap elteltével lezárta az aktáját.
Az elszenvedett bántalmazások miatt Knight valószínűleg plasztikai sebészeti beavatkozásra kényszerül, ezenkívül egyik fülére elvesztette a hallását.
Castro többször megerőszakolta Knight-ot, aki nem egy esetben lett tőle terhes, de az újabb sorozatos bántalmazások hatására mindig elvetélt.

### Amanda Berry
Amanda Berry 2003. április 21-én tűnt el, egy nappal 17. születésnapja előtt. Aznap este 19.10-kor felhívta szüleit a Burger Kingből, ahol dolgozott, hogy autóval fogják hazavinni. Berrynek Castro ajánlotta fel, hogy hazaviszi, miután azt mondta a lánynak, hogy a fia szintén a gyorsétteremben dolgozik. Castro ezután a saját házához vitte Berryt.
A rendőrség úgy vette, hogy Berry elszökött otthonról, egészen addig, míg egy férfi Berry telefonján hívta fel a családot, azt állítva, hogy ő és Berry összeházasodtak, és a lány hamarosan hazatér. Berry anyja három évig nyomozott a lánya után, de 2006-ban szívroham következtében meghalt.
Berry esetét 2004-ben bemutatták az America's Most Wanted című tévéműsorban, amiben összekapcsolták az ő és DeJesus eltűnését.

#### Amanda Berry lánya
Amanda Berrynek 2006. december 25-én gyereke született a házban, ahol fogva tartották. Knightnak kellett asszisztálnia a szülésnél. Castro megfenyegette, hogy megöli, ha a gyerek nem éli túl a szülést. Castro néha kivitte a házból a gyereket, és a fényképét megmutatta a felnőtt lányának azt állítva, hogy a barátnőjének a gyereke.

### Gina DeJesus
Georgina (Gina) Lynn DeJesus 14 éves korában tűnt el 2004. április 2-án. Castro lánya, Arlene aznap DeJesuséknál akart aludni, de az anyja megtiltotta. Azt állítják, hogy Castro felajánlotta DeJesusnak, hogy elviszi őt a lányához.
DeJesus esetét bemutatták az America's Most Wanted tévéműsorban, ami után a család és mások virrasztásokat tartottak, majd kutatást folytattak az eltűntek után. Castro két ilyen virrasztáson is részt vett és a családnak is felajánlotta a segítségét.

## A kiszabadulás
Amanda szabadulása
A tízéves rejtély feloldása Amanda Berry segélykiáltásával indult. A most 27 éves nő kétségbeesetten és hangosan próbálta meg felhívni magára a figyelmet, és a módszer bejött. "Láttam ezt a lányt, ahogy őrülten próbál kijutni a házból" - mondta az egyik szomszéd, Charles Ramsey, aki éppen enni készült, amikor meghallotta a kiabálást, és akiből azóta nemzeti hős lett. Például az étterem, ahol dolgozik, a Twitteren adta a világ tudtára, mennyire büszke az alkalmazottjára, aki nem fordított hátat a segítséget kérő szomszédnak. A férfi feltételezte, hogy valami családi vita állhat a háttérben, így segített felszakítani az ajtót, amelyen aztán egy kislánnyal, aki a rendőrség szerint a gyereke, kilépett a fiatal nő. "Hívja a 911-et, a nevem Amanda Berry" - közölte a legfontosabb információkat a férfival, aki később elismerte, hogy nem volt ismerős neki a név, és arról sem tudott, hogy a nő tíz éve eltűnt.
Egy másik szemtanú arról számolt be, hogy Berry elkeseredetten kiabált, és sírva követelt egy telefont. Pizsama volt rajta, és egy régi szandál. Egy perccel később Ramsey hívta a 911-et. Később Amanda Berry is beszélt a hatóságokkal  "Segítsenek, kérem, Amanda Berry vagyok, elraboltak, és tíz éve nem találnak, de most itt vagyok szabadon" - mondta. Elárulta az elrablója nevét is, és hozzátette: a férfi most éppen nincs a házban, ezért kérte a rendőrséget, hogy siessenek. Tisztában volt azzal is, hogy az eltűnéséről részletesen beszámolt a média.
A rendőrök kiszabadították a másik két túszt is. Az emberrablókat - 50, 52 és 54 éves testvérekről van szó - őrizetbe vették a hatóságok. Egyiküket, az 52 éves férfit Ariel Castro néven azonosították. Egészen 2012 novemberéig sofőrként dolgozott, iskolabuszt vezetett, és 1992 óta lakott a Seymour Avenue-n egy kétemeletes házban, ahol a három fogva tartott nőt megtalálták. Rendőrségi adatok szerint 1993-ban családon belüli erőszak gyanújával egyszer letartóztatták, de végül nem ítélték el.

## Fordítás
Ez a szócikk részben vagy egészben  a(z)   2013 Cleveland, Ohio, missing trio című angol Wikipédia-szócikk ezen változatának fordításán alapul.  Az eredeti cikk szerkesztőit annak laptörténete sorolja fel. Ez a jelzés csupán a megfogalmazás eredetét és a szerzői jogokat jelzi, nem szolgál a cikkben szereplő információk forrásmegjelöléseként.